# 1447
1447 (MCDXLVII) a fost un an comun al calendarului iulian, care a început într-o zi de duminică.

## Evenimente
- 7 decembrie: A fost asasinat Vlad II ''Dracul'' și fiul său Mircea II, de boieri și negustori din Târgoviște.

## Nașteri
- 3 decembrie: Baiazid II, sultan al Imperiului Otoman (d. 1512)

## Decese
- 7 decembrie: Vlad Dracul, 49/53 ani, domnul Țării Românești (n. 1393/1397)49/53 ani, domnul Țării Românești (n. 1393/1397)49/53 ani, domnul Țării Românești (n. 1393/1397)49/53 ani, domnul Țării Românești (n. 49/53 ani, domnul Țării Românești (n. 1393/1397)1393/1397)49/53 ani, domnul Țării Românești (n. 1393/1397)49/53 ani, domnul Țării Românești (n. 1393/1397)